# Benoît Delhomme
Benoît Delhomme (Parigi, 28 agosto 1961) è un direttore della fotografia francese.

## Biografia
Laureatosi all'École nationale supérieure Louis-Lumière nel 1982, Delhomme è stato assistente cameraman in Jean de Florette e Manon delle sorgenti (1986) ed è diventato direttore della fotografia di lungometraggi a partire dai primi anni Novanta. Ha ottenuto un nomination al Premio César per la migliore fotografia nel 1998 per Artemisia - Passione estrema. Durante gli anni 2000, ha lavorato sempre di più per film di lingua inglese. Ha vinto il Premio Speciale della Giuria all'International Film Festival Chicago per What Time Is It There? e l'AFI Award per la migliore fotografia nel 2005 per il film La proposta.

## Filmografia

### Cinema
- Le syndrome de Peter Pan, regia di Kaloust Andalian (1991)
- Loin du Brésil, regia di Tilly (1992)
- Il profumo della papaya verde (Mùi đu đủ xanh), regia di Tran Anh Hung (1992)
- L'irrésolu, regia di Jean-Pierre Ronssin (1994)
- Grande petite, regia di Sophie Fillières (1994)
- Circuit Carole, regia di Emmanuelle Cuau (1995)
- Cyclo (Xich lo), regia di Tran Anh Hung (1995)
- Ognuno cerca il suo gatto (Chacun cherche son chat), regia di Cédric Klapisch (1996)
- Aria di famiglia (Un air de famille), regia di Cédric Klapisch (1996)
- Artemisia - Passione estrema (Artemisia), regia di Agnès Merlet (1997)
- Il caso Winslow (The Winslow Boy), regia di David Mamet (1999)
- La perdita dell'innocenza (The Loss of Sexual Innocence), regia di Mike Figgis (1999)
- With or Without You - Con te o senza di te, regia di Michael Winterbottom (1999)
- Miss Julie, regia di Mike Figgis (1999)
- Sade, regia di Benoît Jacquot (2000)
- Che ora è laggiù? (Ni neibian jidian), regia di Tsai Ming-liang (2001)
- Mortel transfert, regia di Jean-Jacques Beineix (2001)
- L'idole, regia di Samantha Lang (2002)
- Adolphe, regia di Benoît Jacquot (2002)
- Rencontre avec le dragon, regia di Hélène Angel (2003)
- Podium, regia di Yann Moix (2004)
- Il mercante di Venezia (The Merchant of Venice), regia di Michael Radford (2004)
- La proposta (The Proposition), regia di John Hillcoat (2005)
- Complicità e sospetti (Breaking and Entering), regia di Anthony Minghella (2006)
- 1408, regia di Mikael Håfström (2007)
- Il bambino con il pigiama a righe (The Boy in the Striped Pyjamas), regia di Mark Herman (2008)
- I segreti della mente (Chatroom), regia di Hideo Nakata (2010)
- Shanghai, regia di Mikael Håfström (2010)
- The Son of No One, regia di Dito Montiel (2011)
- One Day, regia di Lone Scherfig (2011)
- Wilde Salomé, regia di Al Pacino (2011)
- Lawless, regia di John Hillcoat (2012)
- La spia - A Most Wanted Man (A Most Wanted Man), regia di Anton Corbijn (2014)
- La teoria del tutto (The Theory of Everything), regia di James Marsh (2014)
- Free State of Jones, regia di Gary Ross (2016)
- Van Gogh - Sulla soglia dell'eternità (At Eternity's Gate), regia di Julian Schnabel (2018)
- Il caso Minamata (Minamata), regia di Andrew Levitas (2020)
- L'amante di Lady Chatterley (Lady Chatterley's Lover), regia di Laure de Clermont-Tonnerre (2022)

### Cortometraggi
- Le mariage blanc, regia di Christine Carrière (1990)
- L'aventure d'une baigneuse, regia di Philippe Donzelot (1991)
- Faux bourdon, regia di Brice Cauvin (1991)
- Un dimanche sans ailes, regia di Anthony Souter (1992)
- Reste, regia di Marie Vermillard (1992)
- Deux amis, prélude, regia di Pierre Schöller (1992)
- Offre d'emploi, regia di Emmanuelle Cuau (1993)
- Comment font les gens, regia di Pascale Bailly (1993)
- La trêve, regia di Emmanuel Paulin (1994)
- Bête de scène, regia di Bernard Nissile (1994)
- Play, regia di Anthony Minghella (2001)

## Riconoscimenti
- Premi César 1998 - Candidatura per la migliore fotografia per Artemisia - Passione estrema